# Massengräber in Sevnica
Massengräber entstanden auf dem Gebiet der heutigen Gemeinde Sevnica, Slowenien, während des Zweiten Weltkriegs und danach. 
Bisher wurden 13 Gräber dokumentiert. 
Bei den identifizierten Opfern handelt es sich um deutsche oder kroatische Soldaten. 

## Massengräber in der StadtSevnica
- Dobrava-Massengrab (Grobišče pod Dobravo): unbekannte Anzahl deutscher Soldaten[1]
- Florianstraßen-Massengrab (Grobišče ob Florjanski ulici): unbekannte Opfer[2]
- Hraste-Massengrab (Grobišče na Hrastah): unbekannt[3]
- Vrtača-Massengrab (Grobišče Vrtača): unbekannt[4]

## Massengräber außerhalb der Stadt
Weitere Gräber befinden sich in der Umgebung des Hauptortes:

### Breg
- Breg 1-Massengrab (Grobišče Breg 1): 9 kroatische Soldaten[5]
- Breg 2-Massengrab (Grobišče Breg 2): 2 kroatische Soldaten[6]
- Breg 3-Massengrab (Grobišče Breg 3): 3 kroatische Soldaten[7]

### Ledina
- Ledina-Massengrab (Grobišče Ledina): 5 deutsche Soldaten[8]

### Log
- Boštanj-Steinbruch-Massengrab (Grobišče Boštanj/Grobišče Kamnolom Boštanj) oder (Grobišče Log): 14 deutsche oder 200 bis 300 kroatische Soldaten[9]

### Pečje
- Lončarjev Dol 1-Massengrab (Grobišče Lončarjev dol 1): 20–30 kroatische Soldaten[10]
- Lončarjev Dol 2-Massengrab (Grobišče Lončarjev dol 2): unbekannt[11]

### Šmarčna
- Šmarčna Čeček-Feld-Massengrab (Grobišče Šmarčna na čečkovi njivi): 8 kroatische Soldaten[12]

### Vrh pri Boštanju
- Grahovica-Massengrab (Grobišče ob Grahovici): unbekannte Zahl kroatischer Soldaten[13]